# Трње (Чреншовци)
Трње (словен. Trnje, мађ. Tüskeszer) је насељено место у општини Чреншовци, Помурска регија, Словенија.

## Историја
До територијалне реорганизације у Словенији било је у саставу старе општине Лендава.

## Становништво
У попису становништва из 2011. године, Трње је имало 564 становника.
| Број становника према пописима | Број становника према пописима | Број становника према пописима |
| ------------------------------ | ------------------------------ | ------------------------------ |
| 1991                           | 2002                           | 2011                           |
| 610                            | 551                            | 564                            |